# Gönyeli SK
Gönyeli SK is een voetbalclub uit Nicosia (Lefkoşa) in de Turkse Republiek Noord-Cyprus.
De club is opgericht in 1948 en speelt haar thuiswedstrijden in het Gönyeli Ali Naci Karacan Stadion. De clubkleuren zijn rood en wit.

## Erelijst
- Birinci Lig: 1972, 1978, 1981, 1993, 1995, 1999, 2001, 2008, 2009
- Turks-Cypriotische beker: 1985, 1995, 1998, 2000, 2008
- Turks-Cypriotische Supercup: 1985, 1995, 1999, 2000

Alsancak · Baf Ülkü Yurdu · Binatlı · Cihangir · Çetinkaya · Doğan Türk Birliği · Düzkaya Kültür Ocağı · Gençlik Gücü · Göçmenköy İdman Yurdu · Gönyeli · Hamitköy · Küçük Kaymaklı · Lefke · Mağusa Türk Gücü · Türk Ocağı · Yenicami